# Baczyński (herb szlachecki)
Baczyński – polski herb szlachecki z nobilitacji, odmiana herbu Sas.

## Opis herbu
Opis zgodnie z klasycznymi regułami blazonowania:
W polu błękitnym półksiężyc złoty z dwiema takimiż gwiazdami nad rogami i strzałą srebrną między nimi.
Klejnot: Strzała srebrna nad którą gwiazda złota.
Labry: Błękitne, podbite srebrem.

## Najwcześniejsze wzmianki
Nadany mecenasowi Stanisławowi Kostce Marcinowi Baczyńskiemu w 1776 roku.

## Herbowni
Baczyński.